# Пам'ятник Івану Котляревському (Київ)
Пам'ятник Івану Котляревському в Києві — пам'ятник українському письменнику, поету, драматургу і громадському діячеві, засновнику сучасної української літератури, авторові поеми «Енеїда» (1798), що стала першим в українській літературі твором, написаним живою народною мовою Івану Петровичу Котляревському (1769—1838) у столиці України місті Києві.

## Загальні дані
Пам'ятник Івану Котляревському в Києві розташований у сквері на розі вулиць Юрія Іллєнка та Герцена.
Пам'ятник відкрито 1975 року.
Автори пам'ятника — скульптор Галина Кальченко та архітектор Анатолій Ігнащенко.

## Опис
Київський пам'ятник Івану Котляревському являє собою бронзовий бюст письменника, відлитий разом з постаментом-колоною, прикрашеною тематичними рельєфами за мотивами творів І. П. Котляревського.
Колону з погруддям поета встановлено на стилобаті з червоного граніту.
Загальна висота пам'ятника становить 5,5 метрів.

## Галерея

Фрагмент пам'ятника — погруддя поета.
Фрагмент пам'ятника — частина барельєфу.
Фрагмент пам'ятника — частина барельєфу.
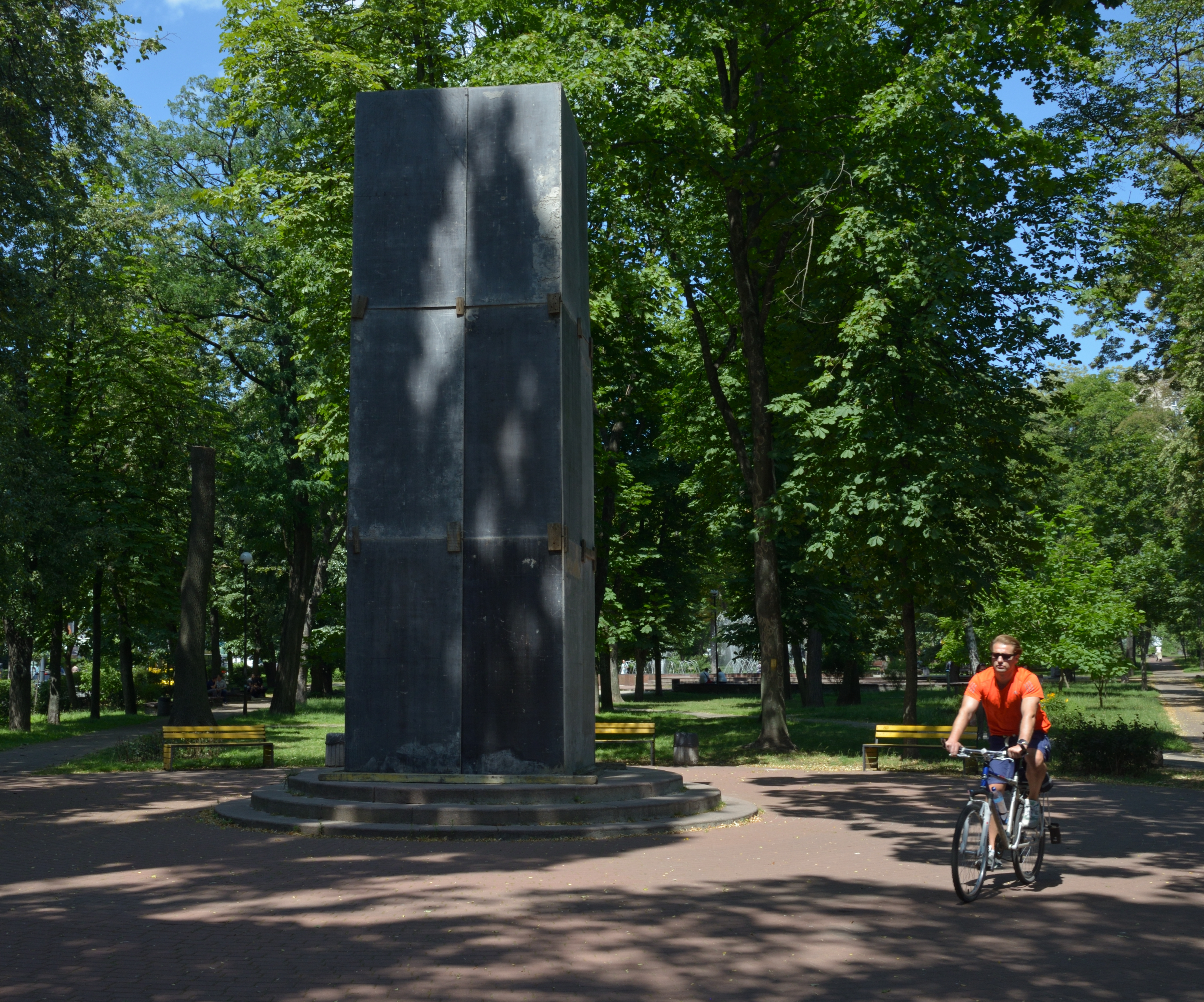
Памя'тник, захищений від російського обстрілу. 2024